# Eversley Centre
Eversley Centre – wieś w Anglii, w hrabstwie Hampshire, w dystrykcie Hart. Leży 48 km na północny wschód od miasta Winchester i 55 km na zachód od Londynu. W 2015 miejscowość liczyła 696 mieszkańców.